# Saint-Edmond
Saint-Edmond este o comună în departamentul Saône-et-Loire, Franța. În 2009 avea o populație de 370 de locuitori.

## Evoluția populației
| An        | 1975 | 1982 | 1990 | 1999 | 2006 | 2009 |
| --------- | ---- | ---- | ---- | ---- | ---- | ---- |
| Populație | 256  | 283  | 293  | 319  | 355  | 370  |